# Pont-Noyelles
Pont-Noyelles là một xã ở tỉnh Somme, vùng Hauts-de-France, Pháp.

## Địa lý
Thị trấn này tọa lạc tại giao lộ của các đường D929, D30 và đường D115, khoảng 8 dặm Anh về phía đông bắc của Amiens, trong thung lũng sông nhỏ Hallue.

## Dân số
| 1962                                                           | 1968 | 1975 | 1982 | 1990 | 1999 |
| -------------------------------------------------------------- | ---- | ---- | ---- | ---- | ---- |
| 303                                                            | 326  | 538  | 715  | 800  | 789  |
| Số liệu điều tra dân số từ năm 1962, dân số không tính hai lần |      |      |      |      |      |